# 루카피옴비노 공국
루카피옴비노 공국은 1805년 7월 나폴레옹 1세가 그의 사랑하는 여동생 엘리사 보나파르트를 위해 창설되었다. 이탈리아반도(현재의 이탈리아) 중부에 위치한 주였으며, 나폴레옹 시대의 프랑스의 종속국이였다.

## 형성
이 국가는 루카 공국(1805년 6월 22일), 이전 루카 공화국, 1799년 말부터 프랑스가 점령하고 있던 고대 피옴비노 후국이 그 3월부터 피옴비노 공주 엘리사에게 합병한 결과였다. 당시 연합된 군주제는 단일군주제로 통치되었다. 엘리사는 피옴비노와 루카를 통치하는 공주였다. 그녀의 남편 펠리체 파스콸레 바시오키는 피옴비노의 명예 왕자가 되었다.

## 규칙

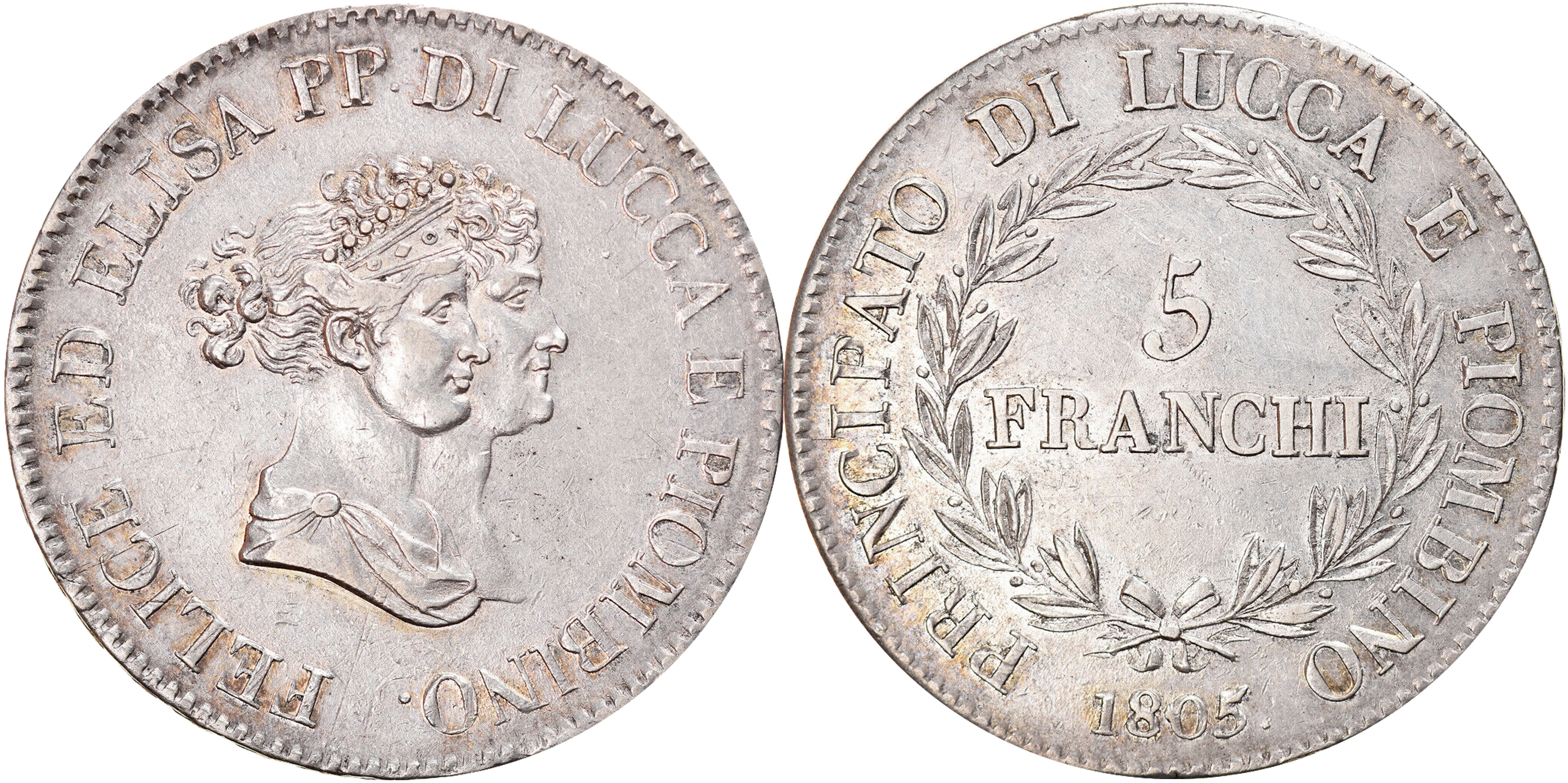
은화: 루카피옴비노 공국, 1805년, 앞면에는 펠리스 부부의 초상화가 있다. 펠리스와 엘리사 보나파르트

공국 헌법은 나폴레옹에 의해 1805년 6월 22일에 작성되었으며, 공주와 입법 상원을 지원하기 위한 국무원을 설립했다.
공국은 프랑스 프랑을 화폐로 채택했지만, 특별한 지역 동전은 거의 주조되지 않았다.
1809년 3월 3일, 퐁텐블로 조약의 일부로서 나폴레옹 1세의 동생 나폴레옹은 토스카나 대공국을 세웠고, 엘리사는 피렌체의 모든 토스카나 대공국을 다스렸다. 이 지역은 2년 전 옛 에트루리아 왕국(1801년 ~ 1807년)으로부터 프랑스 제국에 합병되었다. 이후 루카피옴비노 공국은 토스카나 대공국의 일부가 되었고, 결과적으로 프랑스 제1제국의 영토가 되었다. 그것은 특별한 지위를 가지고 있었고, 앙투안 마리 피에르 드 오트메스닐이 임명되었다. 그러나, 그 영토는 결코 프랑스 데파르트망으로 명명되지 않았다.

## 결말
1814년에 오스트리아 제국군이 루카를 점령했고, 나폴레옹이 몰락하면서 프랑스의 지배가 끝났다. 빈 회의에 따라 피옴비노는 토스카나 대공국에, 엘바는 추방된 나폴레옹에게 주어졌다.
루카는 루카 공국(1815년 ~ 1847년)이라는 별도의 국가 지위로 복원되었다. 빈 회의(1814년 ~ 1815년)는 추방된 스페인 보르본 마리아 루이사(1782년 ~ 1824년)에게 공국을 주었는데, 보르본은 루카 공작부인이 되었고 그녀에게 부과된 헌법을 무시했다. 의회에 의해 절대주의적인 방식으로 통치되었다.

## 같이 보기
- 말리아의 왕실 별장 - 공국에 있는 엘리사 보나파르트의 왕실 재산.

## 참고 문헌
- Claude Drigon, Nouveau traité historique et archéologique de la vraie et parfaite science des armoiries
- L'Univers, histoire et description de tous les peuples
- Marie Nicolas Bouillet, Dictionnaire universel d'histoire et de géographie,
- Gérard Hubert, La sculpture dans l'Italie napoléonienne,